# Ceba gran i dolça
La varietat de ceba gran i dolça, de nom científic Allium cepa L., és una varietat de ceba gran i molt dolça, de carn blanca i pell de color marró molt clar, amb poca capacitat de conservació, però amb una molt bona producció. Ideal per menjar tendre. Es conrea a la zona de Caldes de Malavella. Està inclosa en el Catàleg de les varietats locals d'interès agrari de Catalunya amb el número d'inscripció CAT009CVL.

## Característiques agronòmiques
De cicle de cultiu mitjà, és una varietat que es pot sembrar al setembre o al gener i que en ambdós casos es collirà bulbs de mida considerable. Té una bona conservació, tot i que no es pot considerar de guardar.